# Alois Riedler

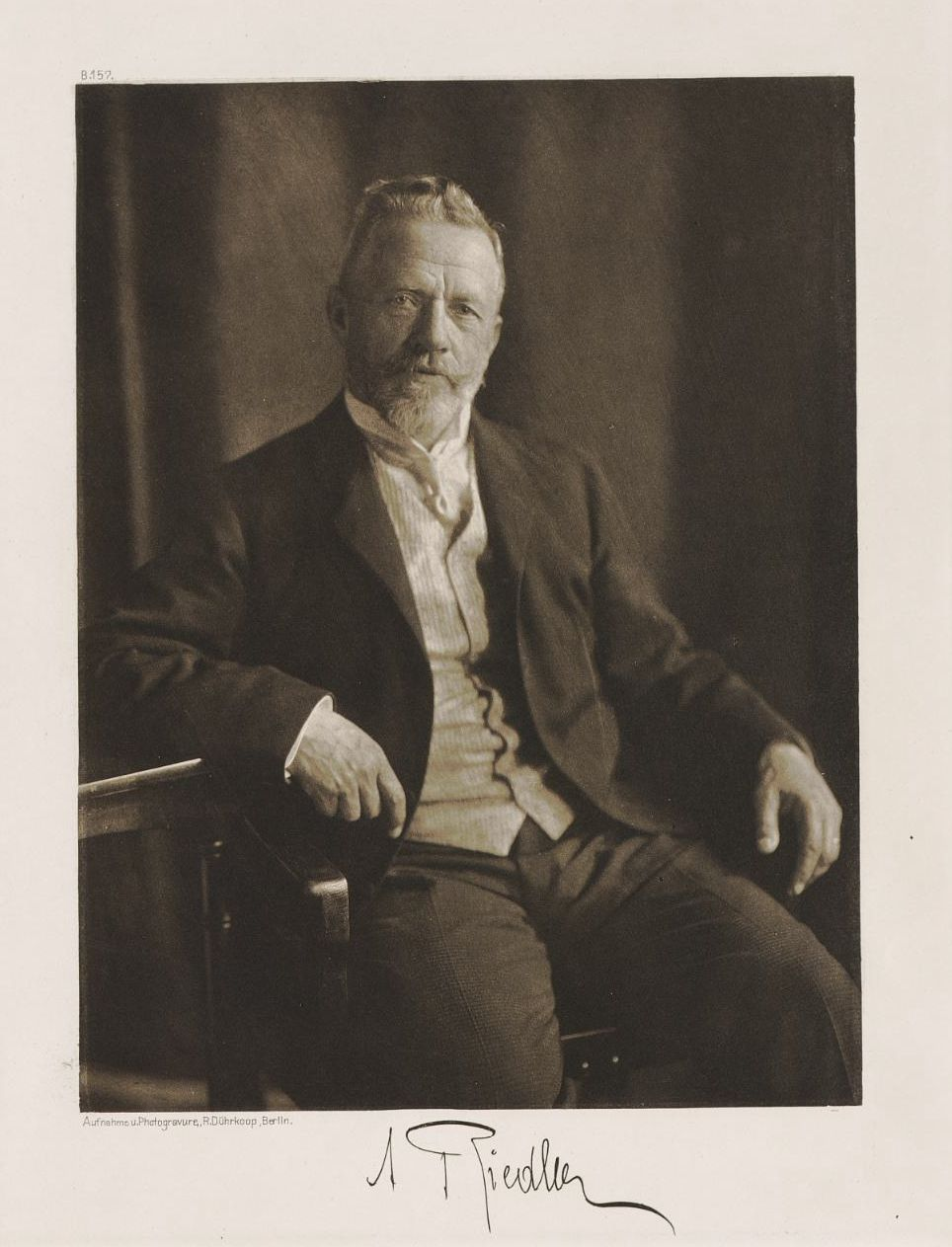
Alois Riedler, 1907, Foto von Rudolf Dührkoop

Alois Riedler (* 15. Mai 1850 in Graz; † 25. Oktober 1936 in Semmering, Niederösterreich) war ein österreichischer Maschinenbauingenieur und Konstrukteur sowie Reformer des Maschinenbaustudiums. 

## Leben
Nach seiner Schulzeit studierte der Sohn eines Kunstbleichers von 1866 bis 1871 Maschinenbau an der TH Graz. Danach folgte eine mehrjährige Assistentenzeit zunächst bis 1873 an der Deutschen Technischen Hochschule Brünn und anschließend an der Technischen Hochschule Wien, wo er ab 1875 unter Johann von Radinger auch als Maschinenkonstrukteur tätig war.

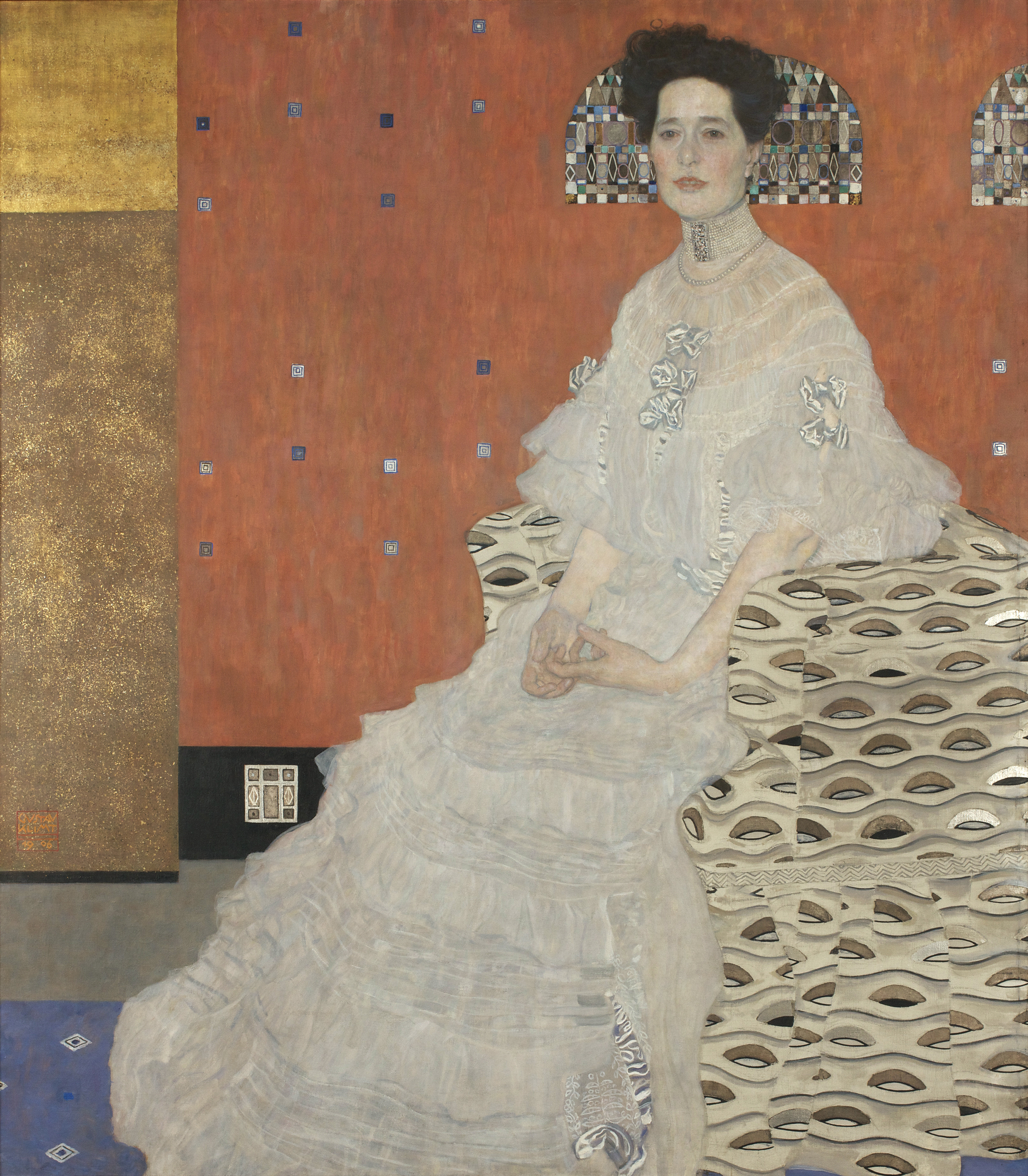
Fritza Riedler, porträtiert von Gustav Klimt (1906)

Im Jahr 1880 wechselte er als Extraordinarius für Maschinenlehre zunächst an die Technische Hochschule München und folgte 1884 einem Ruf zum Ordinarius für Maschinenbau mit dem Hauptarbeitsgebiet „Bau schnell laufender Gebläse und Pumpen sowie Dampfturbinenbau“ an die noch junge Technische Hochschule Aachen.
Mittlerweile hatten sich Riedlers Erfolge auf innovativem und methodischem Gebiet bis in das preußische Kultusministerium herumgesprochen, so dass er daraufhin im Jahr 1888 an die Technische Hochschule Berlin-Charlottenburg berufen wurde. Hier lehrte und forschte Riedler bis zu seiner Emeritierung im Jahr 1921 und leitete zwischenzeitlich in den Jahren 1899/1900 die Universität auch als deren Rektor.
Anschließend zog es ihn wieder nach Wien. Am 25. Oktober 1936 verstarb Riedler, fast in Vergessenheit geraten, im niederösterreichischen Kurort Semmering. Seine Gattin Fritza Riedler (geb. Langer) war schon 1927 verstorben. Ihr 1906 von Gustav Klimt angefertigtes Porträt befindet sich seit 1937 in der Sammlung der Österreichischen Galerie Belvedere.

## Riedlers Wirken
Bereits während seiner Wiener Assistentenjahre und nachdem er im Auftrag der österreichischen Regierung die Maschinenexponate auf den Weltausstellungen in Philadelphia 1876 und Paris 1878 begutachtet hatte, setzte sich Riedler für eine praxisbezogene Ausbildung des Maschinenbaustudiums ein, da ihm dort im Gegensatz zu seinem ebenfalls anwesenden späteren Kontrahenten Franz Reuleaux, einem anerkannten Spezialisten auf dem Gebiet der Kinematik, bewusst wurde, dass das durch Laborübungen praktisch und empirisch geprägte Studium auf dem Feld der Maschinentechnik die Ursache für die Fortschritte vor allem in den USA darstellte. Reuleaux, der die Präsentation des deutschen Maschinenbaus auf den Weltausstellungen als „schlecht und billig“ formuliert hatte und ebenfalls eine Reform des Studiums in Deutschland anstrebte, bevorzugte hingegen eine theoretische und mathematisch begründete Vertiefung. An der TH Aachen, die bereits als besonders praxisnah galt, konnte Riedler nun seine neuen methodischen Vorstellungen erstmals umsetzen. Seine praxisorientierte und nach wirtschaftlichen Bedürfnissen ausgerichtete Einstellung teilten auch die deutschen Unternehmer und deren Interessenvertreter und sie bewirkten über das preußische Ministerium, dass Riedler nach seinem Wechsel an die TH Berlin dort zunächst ein privat geführtes Konstruktionsbüro einrichten konnte.
Nach einem Besuch der Weltausstellung 1893 in Chicago, wo Riedler wiederum Gelegenheit erhielt, zahlreiche technische Lehranstalten zu besuchen, verstärkte er seinen Reformeinsatz an der TH Berlin. Mittlerweile nahm sich auch der Verein Deutscher Ingenieure der Thematik an und verfasste unter Riedlers Mitwirkung seine so genannten „Aachener Beschlüsse über die Ingenieurlaboratorien und die Gestaltung des Unterrichts an den technischen Hochschulen“, in denen die Notwendigkeit festgehalten wurde, „diejenige Ausbildung als die alleinig richtige anzuerkennen, die sich am fruchtbringendsten erweise“, womit klar die Methode Riedlers gemeint war.
Dies führte drei Jahre später zur Gründung des ersten deutschen Maschinenlaboratoriums an der TH Berlin, welches unter seine Leitung gestellt wurde. Zeitgleich reformierte er den hierzu relevanten Zeichenunterricht und wurde damit auch zum Begründer des modernen technischen Zeichnens. Inzwischen hatte sich Riedler den an der gleichen Hochschule lehrenden Franz Reuleaux endgültig zum Gegner gemacht, der schließlich nach langjährigen Disputen den Kürzeren zog und die Hochschule noch im gleichen Jahr verließ, woraufhin Riedler das Fach Kinematik aus dem Lehrplan streichen ließ. In den Folgejahren übernahmen alle Technischen Hochschulen Riedlers Neuerungen und richteten ebenfalls technische Laboratorien ein.
Als nächste größere Reform bereitete er die Gleichstellung der Ingenieurwissenschaften mit den Natur- und Geisteswissenschaften vor, indem er das Promotionsrecht für Ingenieure beantragte, da diese bis zu jenem Zeitpunkt noch keinen Doktorgrad erlangen konnten. Hierbei wurde er maßgeblich vom Elektroingenieur Adolf Slaby, der persönlichen Zugang zu Kaiser Wilhelm II. hatte, sowie durch den Maschineningenieur Carl von Bach unterstützt. Wilhelm II. war auch hier von der Notwendigkeit dieser Reform überzeugt und verlieh im Rahmen der 100-Jahr-Feier der TH Berlin im Jahr 1899 den Preußischen Technischen Hochschulen das Promotionsrecht zum Dr. Ing.
Riedlers nächstes großes Vorhaben, eine „Akademie der technischen Wissenschaften“ einzurichten, scheiterte jedoch trotz Unterstützung des Kaisers an den Vorbehalten und Bedenken vor allem seitens der Naturwissenschaftler, die bereits über bedeutende Akademien der Wissenschaften verfügten, und daher die Meinung vertraten, dass die technische Wissenschaft nur eine Fortführung der ihr zugrunde liegenden naturwissenschaftlichen Erkenntnisse darstelle. Erst rund 100 Jahre später kam es schließlich in mehreren Schritten zur Gründung der Deutschen Akademie der Technikwissenschaften – Acatech.
Nachdem bis dato Riedler schwerpunktmäßig schnell laufende Pumpen für den Einsatz in Wasserwerken und zur Wasserhaltung in Bergwerken sowie Dampfturbinen entwickelt hatte und dabei als einer der Ersten Indikatorprogramme zum Vergleich des Wirkungsgrades von Maschinen einsetzte, konzentrierten sich in den Folgejahren seine Forschungen auf dem Bereich der Kraftfahrzeugtechnik. Dazu richtete er an der TH Berlin im Jahr 1903 das „Laboratorium für Verbrennungskraftmaschinen“ ein, welches 1907 zum „Institut für Verbrennungskraftmaschinen und Kraftfahrzeugtechnik“ erweitert wurde und eines der Ersten seiner Art deutschlandweit war. Dabei wurden von Riedler im größeren Stil erstmals auch Sankey-Diagramme eingesetzt, um durch diese Darstellungsform Leistung und Energieverluste bei Kraftfahrzeugen zu visualisieren. Darüber hinaus galt er als einer der Pioniere auf dem Gebiet der Automobiltests auf Rollenprüfständen. Ab 1910 erforschte Riedler auch die Möglichkeit des Einsatzes von Elektroautos, musste jedoch feststellen, dass die damals verwendeten Batterien für einen breiten Einsatz noch viel zu schwer waren.
Nach dem Ersten Weltkrieg wurde es allmählich ruhiger um ihn, da die deutsche Industrie durch die von ihm bereits Jahrzehnte zuvor propagierten US-Vorbilder immer mehr beeinflusst wurde und er jetzt selber mittlerweile zu den „Alten“ zählte. Er beschäftigte sich noch eine Zeit lang mit Technikgeschichte und zog sich nach seiner Emeritierung 1920 in sein Heimatland Österreich zurück.

## Ehrungen
- Ernennung zum Geheimen Regierungsrat;
- 1897 Träger der Grashof-Denkmünze des Vereins Deutscher Ingenieure (VDI), dessen langjähriges Mitglied[3] er war
- 1898 Mitglied des Preußischen Herrenhaus;
- 1931 Träger der Goldenen Ehrenmünze des Österreichischen Ingenieur- und Architektenvereins, dem er seit 1900 als korrespondierendes Mitglied angehörte
- Ernennungen zum Dr. Ing. E. h. und Dr. Tech. E. h.
- sowie weitere Ehrenmedaillen
- 1938 Einweihung einer Gedenktafel durch den VDI an der Technischen Hochschule Graz[4]

## Schriften
- Gesteins-Bohrmaschinen und Luftkompressions-Maschinen, Wien : Commissions-Verlag von Faesy & Frick : K.u.K. Hofbuchhandlung, 1877
- Unterirdische Wasserhaltungsmaschinen mit gesteuerten Ventilen, Freiberg, 1888
- Die Kraftversorgung von Paris, Berlin, 1889
- Neuere Wasserwerksmaschinen, Berlin 1890
- Skizzen zu den Vorlesungen über Lasthebemaschinen, Berlin, 1892
- Studien über Kraftverteilung, Berlin 1892
- Neuere Schiffshebewerke, Berlin, 1897
- Unsere Hochschulen und die Anforderungen des 20. Jahrhunderts, Berlin, 1898
- Die Technischen Hochschulen und ihre wissenschaftlichen Bestrebungen, Leipzig, 1899
- Schnellbetrieb : Erhöhung der Geschwindigkeit & Wirtschaftlichkeit der Maschinenbetriebe, Berlin, 1899
- Über die geschichtliche und zukünftige Bedeutung der Technik, Berlin, 1900
- Wissenschaftliche Automobil-Wertung, Berlin, 1912
- Das Maschinenzeichnen, Berlin, J. Springer, 1913.
- Dieselmotoren, Wien : Verl. f. Fachliteratur, 1914
- Emil Rathenau und das Werden der Großwirtschaft, Berlin : Springer, 1916. Online auf archive.org
- Die neue Technik, Berlin : Siegismund, 1921
- Groß-Gasmaschinen, Saarbrücken : VDM, Müller, 2007, Reprint